# Haemanthus avasmontanus
Haemanthus avasmontanus là một loài thực vật có hoa trong họ Amaryllidaceae. Loài này được Dinter mô tả khoa học đầu tiên năm 1923.